# Pozdravy ze spermabanky
Pozdravy ze spermabanky (v anglickém originále Delivery Man) je americký komediální film z roku 2013. Režie a scénáře se ujal Ken Scott. Snímek je remakem Scottova kanadsko-francouzského filmu Starbuck. Ve snímku hrají hlavní role Vince Vaughn, Chris Pratt, Cobie Smulders a Matthew Daddario. 
Do kin byl film oficiálně uveden 22. listopadu 2013. V České republice měl premiéru 28. listopadu 2013. Film získal smíšené recenze od kritiků a vydělal přes 50 milionů dolarů.

## Obsazení
| Vince Vaughn       | David Wozniak    |
| Chris Pratt        | Brett            |
| Cobie Smulders     | Emma             |
| Andrzej Blumenfeld | Mikolaj Wozniak  |
| Simon Delaney      | Victor           |
| Bobby Moynihan     | Aleksy           |
| Dave Patten        | Adam             |
| Adam Chanler-Berat | Viggo            |
| Britt Robertsonová | Kristen          |
| Jack Reynor        | Josh             |
| Madison McGrew     | Rachel           |
| Matthew Daddario   | Channing         |
| Jessica Williams   | Tanya            |
| Damian Young       | Williams         |
| Richard Poe        | úředník          |
| Bruce Altman       | obhájce          |
| Alexander Flores   | teenager         |
| Glenn Fleshler     | vlastník kavárny |
| Jay Leno           | sám sebe         |
| Bill Maher         | sám sebe         |
| Stephen Ellis      | profesor         |

## Přijetí

### Tržby
Film vydělal 30,6 milionů dolarů v Severní Americe a 19,3 milionů dolarů v ostatních oblastech, celkově tak vydělal 50 milionů dolarů po celém světě. Rozpočet filmu činil 26 milionů dolarů. Za první víkend docílil čtvrté nejvyšší návštěvnosti, kdy vydělal 7,9  milionů dolarů. 

### Recenze
Film získal mix recenze od kritiků. Na recenzní stránce Rotten Tomatoes získal z 134 započtených recenzí 39 procent s průměrným ratingem 5 bodů z deseti. Na serveru Metacritic snímek získal z 33 recenzí 44 bodů ze sta. Na Česko-Slovenské filmové databázi snímek získal 65%. 